# Hilbertraum
Im mathematischen Teilgebiet der Funktionalanalysis ist ein Hilbertraum (auch Hilbert-Raum, Hilbertscher Raum), benannt nach dem deutschen Mathematiker David Hilbert, ein Vektorraum über dem Körper der reellen oder komplexen Zahlen, versehen mit einem Skalarprodukt – und damit Winkel- und Längenbegriffen –, der vollständig bezüglich der vom Skalarprodukt induzierten Norm (des Längenbegriffs) ist. Ein Hilbertraum ist ein Banachraum, dessen Norm durch ein Skalarprodukt induziert ist. Lässt man die Bedingung der Vollständigkeit fallen, spricht man von einem Prähilbertraum.
Die Struktur eines Hilbertraums ist eindeutig festgelegt durch seine Hilbertraumdimension. Diese kann eine beliebige Kardinalzahl sein. Ist die Dimension endlich und betrachtet man als Körper die reellen Zahlen, so handelt es sich um einen euklidischen Raum. In vielen Gebieten, etwa in der mathematischen Beschreibung der Quantenmechanik, ist „der“ Hilbertraum mit abzählbarer Dimension, d. h. mit der kleinstmöglichen unendlichen Dimension, von besonderer Bedeutung. Ein Element eines Hilbertraums kann als eine Familie einer der Dimension entsprechenden Anzahl reeller bzw. komplexer Werte (im Endlichdimensionalen kartesische Koordinaten genannt) aufgefasst werden. Analog zu Vektorräumen, deren Elemente stets nur in endlich vielen Koordinaten einer Hamelbasis ungleich null sind, ist jedes Element eines Hilbertraums nur in abzählbar vielen Koordinaten einer Orthonormalbasis ungleich null und die Koordinatenfamilie ist quadratsummabel.
Hilberträume tragen durch ihr Skalarprodukt eine topologische Struktur. Dadurch sind hier im Gegensatz zu allgemeinen Vektorräumen Grenzwertprozesse möglich. Hilberträume sind abgeschlossen unter abzählbaren Summen von orthogonalen Elementen mit einer quadratsummablen Folge von Normen bzw. von parallelen Elementen mit einer absolutsummablen Folge von Normen.

## Definition
Ein Hilbertraum ist ein reeller oder komplexer Vektorraum {\displaystyle H} mit einem Skalarprodukt {\displaystyle \langle \cdot ,\cdot \rangle }, der vollständig bezüglich der durch das Skalarprodukt induzierten Norm ist. Ein Hilbertraum ist also ein vollständiger Prähilbertraum.
Im Folgenden sei das Skalarprodukt linear im zweiten und semilinear im ersten Argument, d. h. ist {\displaystyle H} ein komplexer Vektorraum und sind {\displaystyle u,v\in H} Vektoren und {\displaystyle \lambda \in \mathbb {C} } ein Skalar (komplexe Zahl), so ist
{\displaystyle \langle u,\lambda v\rangle =\lambda \langle u,v\rangle } und {\displaystyle \langle \lambda u,v\rangle ={\bar {\lambda }}\langle u,v\rangle }.
In welchem Argument das Skalarprodukt semilinear ist, ist Konvention und wird auch oft andersherum gehandhabt.

## Bedeutung
Hilberträume spielen in der Funktionalanalysis, speziell in der Lösungstheorie partieller Differentialgleichungen, und damit auch in der Physik eine große Rolle. Ein Beispiel ist die Quantenmechanik, wo reine Zustände eines quantenmechanischen Systems durch einen Vektor im Hilbertraum beschrieben werden können. Aus Sicht der Funktionalanalysis bilden die Hilberträume eine Klasse von Räumen mit besonders spezieller und einfacher Struktur.

## Beispiele für Hilberträume
- Der Koordinatenraum {\displaystyle \mathbb {R} ^{n}} mit dem reellen Standardskalarprodukt {\displaystyle \langle u,v\rangle =u_{1}v_{1}+\dotsb +u_{n}v_{n}}.

- Der Koordinatenraum {\displaystyle \mathbb {C} ^{n}} mit dem komplexen Standardskalarprodukt {\displaystyle \langle u,v\rangle ={\overline {u_{1}}}v_{1}+\dotsb +{\overline {u_{n}}}v_{n}}.

- Der Matrizenraum {\displaystyle {\mathbb {K} }^{m\times n}} der reellen oder komplexen Matrizen mit dem Frobenius-Skalarprodukt.

- Der Folgenraum {\displaystyle \ell ^{2}} aller Folgen mit der Eigenschaft, dass die Summe der Quadrate aller Folgenglieder endlich ist. Dieser ist der ursprüngliche Hilbertraum, anhand dessen David Hilbert die Eigenschaften solcher Räume untersuchte. Weiter ist dieses Beispiel wichtig, weil alle separablen unendlichdimensionalen Hilberträume isometrisch isomorph zu {\displaystyle \ell ^{2}} sind.

- Der Raum der quadratintegrierbaren Funktionen {\displaystyle L^{2}} mit dem Skalarprodukt {\displaystyle \textstyle \langle f,g\rangle _{L^{2}}=\int {\overline {f(x)}}\,g(x)\,{\rm {d}}x}. Eine vollständige Definition, die insbesondere die Vollständigkeit näher beleuchtet, findet sich im Artikel über Lp-Räume.

- Der Raum {\displaystyle \mathrm {AP} ^{2}} der fast-periodischen Funktionen, welcher folgendermaßen definiert wird: Zu {\displaystyle \lambda \in \mathbb {R} } betrachte man die Funktionen {\displaystyle f_{\lambda }\colon \mathbb {R} \to \mathbb {C} } mit {\displaystyle f_{\lambda }\left(t\right)=e^{i\lambda t}}. Durch das Skalarprodukt {\displaystyle \textstyle \langle f,g\rangle =\lim _{T\to +\infty }{\tfrac {1}{4T}}\int _{-T}^{T}{\overline {f(t)}}\,g(t)\,{\rm {d}}t} wird der Raum {\displaystyle \operatorname {lin} \left\{f_{\lambda }\colon \lambda \in \mathbb {R} \right\}} (der von den Funktionen {\displaystyle f_{\lambda }} aufgespannte Unterraum des Raums aller Funktionen) zu einem Prähilbertraum. Die Vervollständigung {\displaystyle \mathrm {AP} ^{2}} dieses Raums ist also ein Hilbertraum. Im Gegensatz zu den obigen Beispielen ist dieser Raum nicht separabel.

- Der Sobolev-Raum {\displaystyle H^{p}} für alle {\displaystyle p\geq 0} und die entsprechenden Unterräume. Diese bilden eine Grundlage der Lösungstheorie partieller Differentialgleichungen.

- Der Raum {\displaystyle HS} der Hilbert-Schmidt-Operatoren.

- Für {\displaystyle p=2} sind der Hardy-Raum {\displaystyle H^{2}(\mathbb {D} )} und der reelle Hardy-Raum {\displaystyle {\mathcal {H}}^{2}(\mathbb {R} ^{n})} Hilberträume.

## Orthogonalität und Orthogonalsysteme
Zwei Elemente des Hilbertraumes heißen orthogonal zueinander, wenn ihr Skalarprodukt 0 ergibt. Eine Familie von paarweise orthogonalen Vektoren heißt Orthogonalsystem. Unter den Orthogonalsystemen spielen die Orthogonalbasen eine besondere Rolle: das sind Orthogonalsysteme, die nicht mehr durch Hinzufügen eines weiteren Vektors vergrößert werden können, also bezüglich Inklusion maximal sind. Äquivalent dazu ist, dass die lineare Hülle im Hilbertraum dicht ist. Außer im Falle von endlichdimensionalen Räumen bilden Orthogonalbasen keine Basis im üblichen Sinn der linearen Algebra (Hamelbasis). Sind diese Basisvektoren darüber hinaus so normiert, dass das Skalarprodukt eines Vektors mit sich selbst 1 ergibt, so spricht man von einem Orthonormalsystem bzw. einer Orthonormalbasis.
Die Vektoren
{\displaystyle v_{i}} bilden also genau dann ein Orthonormalsystem, wenn {\displaystyle \langle v_{i},v_{j}\rangle =\delta _{ij}} für alle {\displaystyle i,j}. Dabei ist {\displaystyle \delta _{ij}} das Kronecker-Delta.
Mittels des Lemmas von Zorn lässt sich zeigen, dass jeder Hilbertraum eine Orthonormalbasis besitzt (es kann sogar jedes Orthonormalsystem zu einer Orthonormalbasis ergänzt werden).

### Pythagoreische Identität
Für orthogonale Vektoren {\displaystyle e_{1},\dots ,e_{k}} in einem Hilbert-Raum gilt die pythagoreische Identität
{\displaystyle \left\|\sum _{k=1}^{n}e_{k}\right\|^{2}=\sum _{k=1}^{n}\left\|e_{k}\right\|^{2}.}

## Unterräume
Ein Unterhilbertraum oder Teilhilbertraum eines Hilbertraums ist eine Teilmenge, die mit der Skalarmultiplikation, Addition und Skalarprodukt eingeschränkt auf diese Teilmenge wiederum einen Hilbertraum bildet. Konkret heißt das, dass die Teilmenge die Null enthält und abgeschlossen unter Skalarmultiplikation und Addition ist, das heißt ein Untervektorraum ist, und bezüglich des Skalarprodukts immer noch vollständig ist. Dies ist äquivalent dazu, dass die Teilmenge im topologischen Sinne abgeschlossen ist. Daher bezeichnet man Unterhilberträume auch als abgeschlossene Unterräume bzw. abgeschlossene Teilräume und bezeichnet im Gegensatz dazu beliebige Untervektorräume einfach nur als Unterräume bzw. Teilräume. Ein solcher ist im Allgemeinen nur ein Prähilbertraum. Jeder Prähilbertraum ist in einem Hilbertraum als dichter Untervektorraum enthalten, nämlich in seiner Vervollständigung. Auch ist es möglich einen Quotientenraum bezüglich eines Unterhilbertraums zu bilden, der wiederum ein Hilbertraum ist.
Dies alles gilt im Wesentlichen analog für beliebige Banachräume, wobei deren Untervektorräume dann nicht unbedingt Prähilberträume, wohl aber normierte Räume sind. Eine Besonderheit dagegen ist die Gültigkeit des Projektionssatzes: Für jeden Unterhilbertraum und jedes beliebige Element des Hilbertraums gibt es ein Element des Unterhilbertraums mit minimalem Abstand. Dies gilt für Banachräume dagegen schon im Endlichdimensionalen im Allgemeinen nicht. Dies erlaubt eine kanonische Identifikation des Quotientenraums bezüglich eines Unterhilbertraums mit einem Unterhilbertraum, das orthogonale Komplement, und das Konzept der Orthogonalprojektion. Das orthogonale Komplement eines Unterhilbertraums ist ein komplementärer Unterhilbertraum, für Banachräume dagegen existiert zu einem Unterbanachraum im Allgemeinen kein komplementärer Unterbanachraum.

## Konjugierter Hilbertraum
Im Falle eines komplexen Hilbertraums besteht eine gewisse Asymmetrie zwischen den beiden Komponenten des Skalarproduktes; das Skalarprodukt ist linear in der zweiten Komponente und konjugiert linear in der ersten. Man kann daher zu einem komplexen Hilbertraum {\displaystyle H} wie folgt einen weiteren Hilbertraum {\displaystyle {\overline {H}}} definieren. Als Menge ist {\displaystyle {\overline {H}}=H}, auch die Addition auf {\displaystyle {\overline {H}}} wird von {\displaystyle H} übernommen. Die skalare Multiplikation und das Skalarprodukt für {\displaystyle {\overline {H}}} werden wie folgt erklärt:
skalare Multiplikation: {\displaystyle \lambda \cdot _{\overline {H}}u:={\overline {\lambda }}u}
Skalarprodukt: {\displaystyle \langle u,v\rangle _{\overline {H}}:={\overline {\langle u,v\rangle }}=\langle v,u\rangle }.
Man prüft nach, dass {\displaystyle {\overline {H}}} mit diesen Definitionen wieder ein Hilbertraum ist, man nennt ihn den konjugierten Hilbertraum. Der zu {\displaystyle {\overline {H}}} konjugierte Hilbertraum ist offenbar wieder {\displaystyle H}.

## Operatoren zwischen Hilberträumen
Reichhaltiger Untersuchungsgegenstand in der Funktionalanalysis sind auch gewisse strukturerhaltende Abbildungen zwischen Hilberträumen. Hauptsächlich betrachtet man dabei Abbildungen, die die Vektorraumstruktur erhalten, das heißt lineare Abbildungen, im Folgenden lineare Operatoren genannt.
Eine bedeutende Klasse von linearen Operatoren zwischen Hilberträumen ist die der stetigen Operatoren, die zusätzlich die topologische Struktur, und damit etwa Grenzwerte, erhalten. Weitere wichtige Klassen linearer Operatoren ergeben sich dadurch, dass man von ihnen bestimmte Beschränktheitseigenschaften fordert. Die Stetigkeit ist, wie allgemein bei normierten Räumen, äquivalent zur Beschränktheit des Operators. Eine stärkere Einschränkung ist die der Kompaktheit. Die Schattenklassen sind echte Teilklassen der Klasse der kompakten Operatoren. Auf den jeweiligen Klassen von Operatoren werden verschiedene Normen und Operatortopologien definiert.
Unitäre Operatoren liefern einen natürlichen Isomorphismenbegriff für Hilberträume, sie sind gerade die Isomorphismen in der Kategorie der Hilberträume mit den linearen Abbildungen, die das Skalarprodukt erhalten, als Morphismen. Konkret: die linearen, surjektiven Isometrien. Sie erhalten alle Längen und Winkel. Aus dem Satz von Fréchet-Riesz folgt auch, dass der adjungierte Operator zu einem linearen Operator von {\displaystyle X} nach {\displaystyle Y} als linearer Operator von {\displaystyle Y} nach {\displaystyle X} verstanden werden kann. Dies erlaubt es, dass ein Operator mit seinem adjungierten Operator kommutiert, solche Operatoren bilden die Klasse der normalen Operatoren. Bei Operatoren innerhalb eines Hilbertraums ergibt sich die Möglichkeit, dass der adjungierte Operator wiederum der Operator selbst ist, man spricht dann von einem selbstadjungierten Operator.
Viele der oben aufgeführten Klassen von Operatoren bilden eingeschränkt auf Operatoren auf einem einzigen Hilbertraum Operatoralgebren. Mit der Adjungierung als Involution, unter der alle oben aufgeführten Klassen abgeschlossen sind, und einer passenden Norm ergeben sich sogar involutive Banachalgebren. Die stetigen linearen Operatoren auf einem Hilbertraum mit der Adjungierung und der Operatornorm bilden eine C*-Algebra.

## Klassifikation
Unter Verwendung von Orthonormalbasen lassen sich die Hilberträume vollständig klassifizieren. Jeder Hilbertraum besitzt eine Orthonormalbasis und je zwei Orthonormalbasen eines Hilbertraums sind gleichmächtig. Die Kardinalität einer jeden Orthonormalbasis ist also eine wohldefinierte Eigenschaft eines Hilbertraums, welche Hilbertraumdimension oder kurz Dimension genannt wird. Je zwei Hilberträume mit derselben Dimension sind isomorph: Man erhält einen Isomorphismus, indem man eine Bijektion zwischen einer Orthonormalbasis des einen und einer Orthonormalbasis des anderen eindeutig zu einem stetigen linearen Operator zwischen den Räumen fortsetzt. Jeder stetige lineare Operator zwischen zwei Hilberträumen ist eindeutig durch seine Werte auf einer Orthonormalbasis des Raumes festgelegt, auf dem er definiert ist. Tatsächlich gibt es zu jeder Kardinalzahl einen Hilbertraum mit dieser Dimension, konstruierbar etwa als Raum {\displaystyle \ell ^{2}(I)} (wobei {\displaystyle I} eine Menge mit der Dimension als Kardinalität sei, etwa die Kardinalzahl selbst):
{\displaystyle \ell ^{2}(I):=\left\{u\colon I\to K\mid \sum _{i\in I}\left|u(i)\right|^{2}<\infty \right\}},
wobei {\displaystyle K=\mathbb {R} } oder {\displaystyle K=\mathbb {C} } und die Konvergenz der Summe so zu lesen ist, dass nur abzählbar viele Summanden ungleich {\displaystyle 0} sind (vgl. unbedingte Konvergenz). Dieser Raum wird versehen mit dem Skalarprodukt
{\displaystyle \langle u,v\rangle :=\sum _{i\in I}{\overline {u(i)}}v(i)},
welches wohldefiniert ist. Die Vektoren {\displaystyle u_{i}} mit {\displaystyle u_{i}(j)=\delta _{ij}} bilden dann eine Orthonormalbasis des Raumes {\displaystyle \ell ^{2}(I)}. Die Isomorphie eines jeden Hilbertraums mit einem solchen Raum {\displaystyle \ell ^{2}(I)} für passendes {\displaystyle I} ist als Satz von Fischer-Riesz bekannt.

## Dualraum
Der topologische Dualraum {\displaystyle H^{\prime }} der stetigen, linearen Funktionale auf einem Hilbertraum {\displaystyle H} ist wie bei jedem Banachraum selbst wieder ein Banachraum. Eine Besonderheit bei Hilberträumen ist der Satz von Fréchet-Riesz: Jeder reelle Hilbertraum {\displaystyle H} ist mittels des isometrischen Vektorraumisomorphismus {\displaystyle H\rightarrow H^{\prime },\,v\mapsto \langle v,\cdot \rangle } isomorph zu seinem Dualraum. Die Norm auf dem Dualraum ist daher ebenfalls von einem Skalarprodukt induziert, er ist somit ebenfalls ein Hilbertraum. Im Falle eines komplexen Hilbertraums gilt der Satz analog, allerdings ist jene Abbildung nur semilinear, das heißt ein antiunitärer Operator. In beiden Fällen ist der Hilbertraum isomorph zu seinem Dualraum (ein antiunitärer Operator {\displaystyle H\to H^{\prime }} lässt sich nämlich in einen unitären Operator {\displaystyle H\to H^{\prime }} und einen antiunitären Operator {\displaystyle H^{\prime }\to H^{\prime }} zerlegen), und somit erst recht zu seinem Bidualraum, jeder Hilbertraum ist also reflexiv.

## Fourierkoeffizient
Eine Orthonormalbasis ist ein mächtiges Hilfsmittel bei der Untersuchung von Hilberträumen über {\displaystyle \mathbb {R} } bzw. {\displaystyle \mathbb {C} } und ihren Elementen. Insbesondere bietet eine Orthonormalbasis eine einfache Möglichkeit, die Darstellung eines Vektors durch die Elemente der Orthonormalbasis zu bestimmen. Sei {\displaystyle B=(b_{1},b_{2},\dots )} eine Orthonormalbasis und {\displaystyle v} ein Vektor aus dem Hilbertraum. Da {\displaystyle B} eine Hilbertraumbasis des Raumes bildet, gibt es Koeffizienten {\displaystyle \alpha _{k}\in \mathbb {R} } bzw. {\displaystyle \mathbb {C} }, so dass
{\displaystyle v=\sum _{k}\alpha _{k}b_{k}}
ist. Diese Koeffizienten bestimmt man unter Ausnutzung der speziellen Eigenschaften der Orthonormalbasis als
{\displaystyle \langle b_{n},v\rangle =\left\langle b_{n},\sum _{k}\alpha _{k}b_{k}\right\rangle =\sum _{k}\alpha _{k}\langle b_{n},b_{k}\rangle =\alpha _{n}},
da das Skalarprodukt von unterschiedlichen Basisvektoren 0 und von gleichen Basisvektoren 1 ist. Der {\displaystyle n}-te Basiskoeffizient der Darstellung eines Vektors in einer Orthonormalbasis kann also durch Skalarproduktbildung ermittelt werden. Diese Koeffizienten werden auch Fourierkoeffizienten genannt, da sie eine Verallgemeinerung des Konzeptes der Fourieranalyse darstellen.

## RKHS
Wenn man einen Hilbertraum mit einem Kern assoziiert, der innerhalb des Raums jede Funktion reproduziert, spricht man von einem Reproducing Kernel Hilbert Space (RKHS, deutsch: Hilbertraum mit reproduzierendem Kern). Dieser Ansatz wurde 1907 von dem Mathematiker Stanisław Zaremba erstmals formuliert und begann ein halbes Jahrhundert später in der Funktionalanalysis eine wichtige Rolle zu spielen. Heute sind Hilberträume mit reproduzierendem Kern ein gängiges Werkzeug in der statistischen Lerntheorie, insbesondere beim Maschinenlernen.

## Hilberträume in der Quantenmechanik
In der Quantenmechanik hat die Menge der möglichen Zustände eines quantenmechanischen Systems die Struktur eines Hilbertraumes. Damit ergibt eine Linearkombination von Zuständen wieder einen physikalisch möglichen Zustand. Außerdem ist ein Skalarprodukt {\displaystyle \langle \psi |\phi \rangle } zwischen zwei Zuständen {\displaystyle |\psi \rangle } und {\displaystyle |\phi \rangle } definiert. Dessen Betragsquadrat gibt die Wahrscheinlichkeit an, ein System, das sich im Zustand {\displaystyle |\phi \rangle } befindet, bei einer Messung im Zustand {\displaystyle |\psi \rangle } vorzufinden. Diese Schreibweise entspricht der Dirac-Notation. In der Physik ist daher mit Hilbertraum meist der Zustandsraum eines quantenmechanischen Systems gemeint.
Beispiele sind
- die möglichen Wellenfunktionen eines freien Teilchens bilden den Hilbertraum {\displaystyle L^{2}} aller quadratintegrablen Funktionen {\displaystyle \psi \colon \mathbb {R} ^{3}\rightarrow \mathbb {C} } mit dem üblichen {\displaystyle L^{2}}-Skalarprodukt {\displaystyle \textstyle \langle \psi \,|\,\phi \rangle =\int _{\mathbb {R} ^{3}}\psi ^{*}({\vec {x}})\,\phi ({\vec {x}})\,{\rm {d}}{\vec {x}}}.
- die möglichen Spinzustände eines Elektrons spannen den Hilbertraum {\displaystyle \mathbb {C} ^{2}} mit dem komplexen Standardskalarprodukt auf.

## Trivia
- An mehreren Universitäten des deutschsprachigen Raumes gibt es als „Hilbertraum“ bezeichnete Räumlichkeiten.[1][2]
- Der Name „Hilbertraum“ wurde von John von Neumann und Hermann Weyl, beide Schüler Hilberts, geprägt. David Hilbert soll, einer Erzählung nach, als er einem Vortrag beiwohnte, bei dem wiederholt und wie selbstverständlich von Hilbertraum gesprochen wurde, sich – vorgebend, er wisse nicht, was damit gemeint sei – zu Wort gemeldet haben mit der Frage: „Bitte, was ist ein Hilbertraum?“[3]